# 肖恩·麥克雷
肖恩·麥克雷（英語：Shane McRae，1977年7月23日—）是美國的一位演員。他出生在佛羅里達州的蓋恩斯維爾，畢業於紐約大學，出演過《芝加哥烈火群英》等電視劇。